# Waldemar Werther (Afrikaforscher)
Waldemar Werther (* 21. Januar 1867 in Weimar; † 30. November 1932 Waltershausen) war ein deutscher Offizier und Afrikaforscher.

## Leben

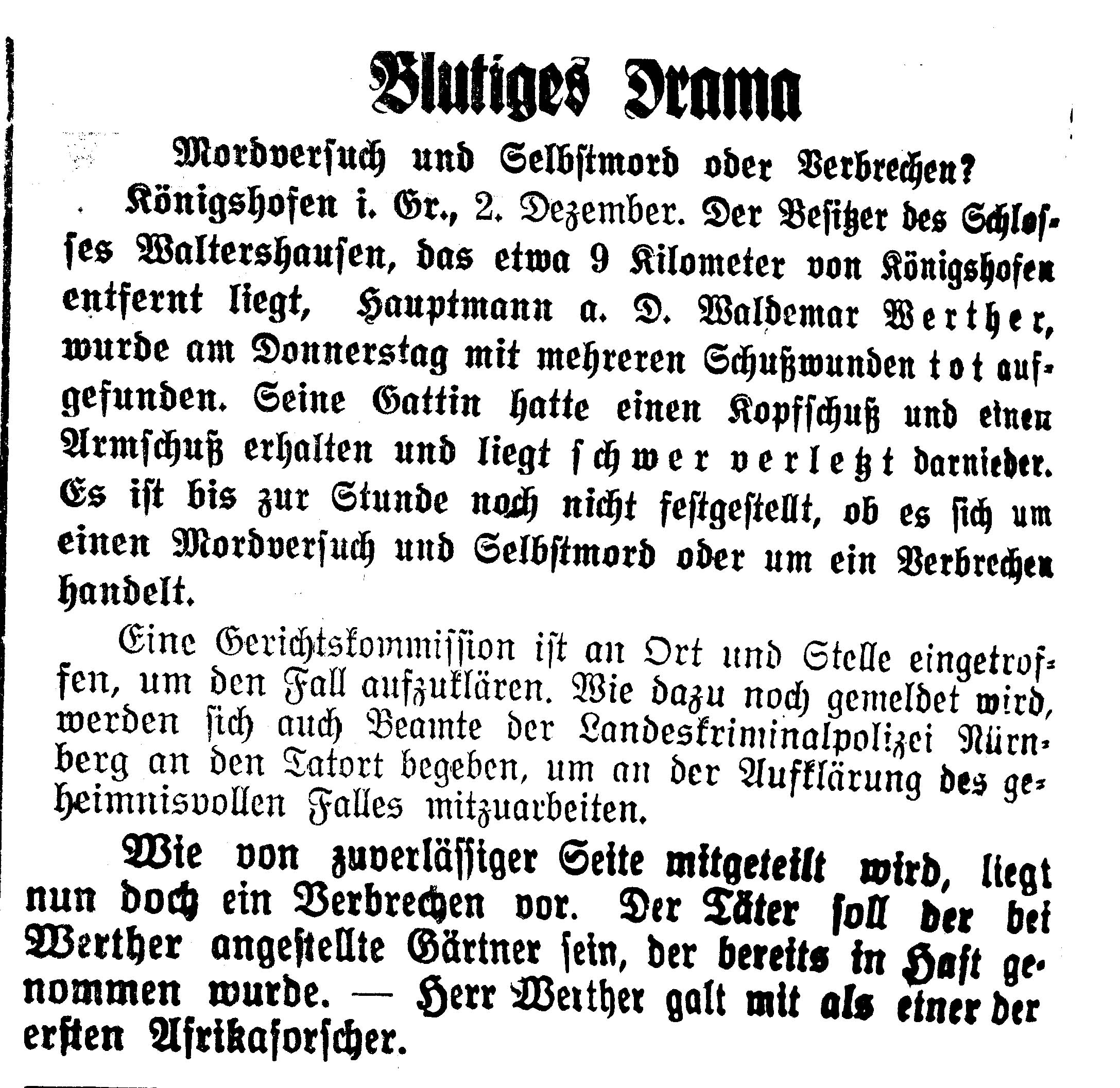
Zeitungsmeldung über Werthers Ermordung in der lokalen Rhön- und Saalepost

Waldemar Werther wurde am 21. Januar 1867 in Weimar geboren. Er trat in die Preußische Armee ein, wurde 1887 Offizier und war später Oberleutnant im 2. Garde-Feldartillerie-Regiment. 1892/93 stand er an der Spitze einer Expedition zum Victoriasee im Auftrag eines Antisklavereikommitees. 1897 leitete er die Irangi-Expedition zur geographischen und geologischen Erforschung des nördlichen Deutsch-Ostafrikas. 1895 ermittelte gegen ihn der Untersuchungsausschuss zur Irangi-Gesellschaft. 1898 reiste er zu kolonialwissenschaftlichen Studien nach Südafrika, Madagaskar, Britisch-Ostafrika und Arabien. 1900/01 war er als Chef der Nachrichtenexpedition in China während des Boxeraufstandes tätig und bereiste anschließend Ostasien, Indien und den persischen Golf. 1902 nahm Werther als Hauptmann seinen Abschied und war bis 1905 kolonialpolitisch tätig.

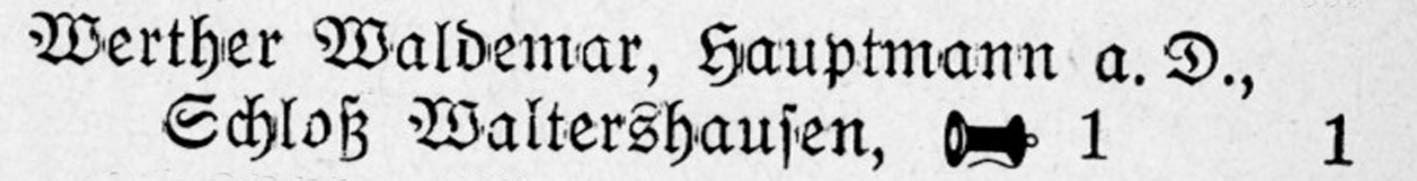
Werthers Eintrag im Adressbuch Waltershausen 1932

Werther wurde 1932 ermordet und war das Opfer im Mordfall Waltershausen.

## Schriften
- Zum Viktoria-Nyanza. Eine Antisklaverei-Expedition und Forschungsreise. Gergonne, Berlin 1894 (online bei Universitätsbibliothek Johann Christian Senckenberg).
- Östliche Streiflichter, Kritische Beobachtungen und Reiseskizzen, Berlin 1903.
- Von Capstadt bis Aden, Reiseskizzen und Kolonialstudien, Berlin 1899.
- Die mittleren Hochländer des nördlichen Deutsch-Ost-Afrika, Berlin 1898.